# 루퍼트 펜리존스
루퍼트 윌리엄 펜리존스(영어: Rupert Penry-Jones, 1970년 9월 22일 ~ )는 잉글랜드의 배우이다. BBC 제작 드라마 《스푹스》의 애덤 카터 역으로 유명하고 《화이트채플》에서는 주인공을 맡았다.

## 출연 작품

### 영화
- 더 배트맨 (2022년) - 피트 새비지 역